# Giuseppe Saracco
Giuseppe Saracco, född den 8 oktober 1821 i Bistagno, Piemonte, död där den 19 januari 1907, var en italiensk politiker.
Saracco, som var advokat, inträdde 1849 i det politiska livet som deputerad i Sardiniens nationalförsamling, där han tillhörde Camillo di Cavours anhängare. I Urbano Rattazzis ministär blev han 1864 understatssekreterare. En ansedd ställning såsom finansiell auktoritet tillvann han sig i senaten, som han tillhörde från 1865. I Agostino Depretis och efter honom Francesco Crispis vänsterministär fungerade han 1887–1889 som minister för allmänna arbeten, vilken ställning han intog även i Crispis kabinett 1893. President i senaten blev han 1898. En moderat liberal ministär bildades i juni 1900 av Saracco, i vilken han innehade inrikesministerportföljen, men störtades redan i februari 1901 till följd av Saraccos efterlåtna politik under en stor hamnstrejk i Genua.  Åren 1902–03 var han åter senatens president.